# Inge Brück
Inge Brück (* 12. Oktober 1936 in Mannheim) ist eine deutsche Sängerin und Schauspielerin.

## Leben
Inge Brück ist die Tochter eines Konzertsängers und einer Pianistin. Sie nahm Schauspielunterricht und begann ihre Gesangskarriere beim Tanzorchester Erwin Lehn, dessen damaliger Pianist Horst Jankowski auf sie aufmerksam wurde. Nach einem Fernsehauftritt bei Hans-Joachim Kulenkampff erhielt sie einen Plattenvertrag. Ihre Feuerprobe legte sie beim Deutschen Jazzfestival 1956, wo auch Caterina Valente auftrat, vor 3000 Zuhörern ab. 1957 hatte sie mit Peter, komm heut' abend zum Hafen, einer eingedeutschten Version des Titels Green door, ihren ersten Verkaufshit (#7 in D). 1961 startete sie bei den Deutschen Schlager-Festspielen in Baden-Baden mit dem Titel Das Glück kommt unverhofft. Sie trat in zahlreichen Fernsehshows auf, spielte Musical-Hauptrollen und tourte unter anderem mit den Orchestern Hazy Osterwald und Horst Jankowski.
1966 gewann sie das erste Internationale Songfestival von Rio de Janeiro, das Festival Internacional da Canção, mit dem Titel Frag den Wind (Pergunte ao vento) aus der Feder von Helmut Zacharias und Carl J. Schauber. 1967 vertrat sie Deutschland mit dem Lied Anouschka beim Eurovision Song Contest in Wien und erreichte mit sieben Punkten den achten Platz.
Anschließend widmete sie sich wieder der Schauspielerei und drehte für das ZDF die 1970 ausgestrahlte 13-teilige Vorabendserie Miss Molly Mill, in der sie als gewitzte Putzfrau in ständig neuen Anstellungen auch als Amateurdetektivin agierte, bis sie wegen ihrer Einmischungen immer wieder gefeuert wurde. Diese Fernsehserie war so erfolgreich, dass sich regelmäßig zwischen 19 und 22 Millionen Zuschauer die einzelnen Folgen ansahen. Zudem sang sie die Titelmelodie dieser Fernsehserie auf einer Single-Schallplatte.
Seit den 1970er Jahren sang Brück überwiegend Lieder mit religiösem Inhalt. Sie gründete zusammen mit anderen Künstlern wie zum Beispiel Katja Ebstein und Peter Horton die Initiative Künstler für Christus, die zu ihren Konzerten auch eine Doppel-Langspielplatte veröffentlichte.
Brück war in erster Ehe mit dem Regisseur Michael Pfleghar und in zweiter Ehe mit dem Regisseur Klaus Überall verheiratet. Diese Ehe wurde Mitte der 1970er Jahre geschieden; Überall heiratete 1979 Katja Ebstein.
Brück wohnte eine Zeit lang in Kocherscheid. Heute lebt sie zurückgezogen in Meschede im Sauerland.

## Auszeichnungen
- 1966: Goldener Hahn beim 1. Schlagerfestival Rio de Janeiro[3]